# Musculus iliocostalis cervicis
De musculus iliocostalis cervicis vormt het bovenste deel van de musculus iliocostalis, een van de diepe spieren van de rug. Het is een voortzetting van de musculus erector spinae. 
De spier ontspringt op de musculus iliocostalis thoracis (rib 1-6) en hecht zich aan het tuberculum posterius van halswervel 4 tot 6 (C4-C6).